# Raul Pompeia
Raul d'Ávila Pompeia (Angra dos Reis, 12 de abril de 1863 - Río de Janeiro, 25 de diciembre de 1895) fue un escritor brasileño.

## Biografía
De niño se trasladó con su familia a Río de Janeiro. Matriculado en el colegio Abilio, se distinguió como alumno estudioso, buen historietista y caricaturista. En la época, redactaba en el boletín La Antorcha. Continuó sus estudios en el Colegio Pedro II y publicó en 1880 su primera novela, Una tragedia en el Amazonas. En 1881, se matriculó en la Facultad de Derecho de la Universidad de São Paulo, donde participó en las corrientes vanguardistas, materialistas y positivistas, cuyo objetivo fundamental era la abolición de la esclavitud en el país.
Participó activamente en las protestas estudiantiles. Paralelamente, comenzó a publicar, en el Jornal do Commercio, importante periódico económico de Río de Janeiro, dos poemas en prosa Canções sem metro. Reprobó el tercer año de facultad y terminó la carrera en Recife. De regreso a Río de Janeiro, se inició en el periodismo profesional escribiendo crónicas, seriales, cuentos. Integraba los grupos bohemios e intelectuales y, gradualmente, se propuso a sí mismo convertirse en escritor.
En 1888, dio inicio a la publicación de un folletín en la Gazeta de Notícias y en el mismo año publicó la novela El ateneo, una "crónica de la nostalgia", que le brindó la consagración definitiva como escritor.
Después de la promulgación de la Ley Áurea y de la Proclamación de la República, prosiguió sus actividades como periodista político. Pronunció un encendido discurso ante la tumba de Floriano Vieira Peixoto (1895) que provocó su destitución como director de la Biblioteca Nacional de Brasil.
Tuvo un serio enfrentamiento con Olavo Bilac y Luis Murat, quien escribió un artículo titulado Un loco en el cementerio (Um Louco no Cemitério). Tales perturbaciones lo llevaron al suicidio el 25 de diciembre de 1895, en el escritorio de la casa donde vivía con su madre, quien presenció la muerte. Nunca se casó ni tuvo hijos. Escribió sus últimas palabras en una nota que decía Al diario «A Notícia», y al Brasil, declaro que soy un hombre de honra (Ao jornal A Notícia, e ao Brasil, declaro que sou um homem de honra).

## Obras
- Una tragedia en el Amazonas (novela, 1880)
- El Ateneo (novela, 1888)
- Canções sem metro (prosa, 1900)
- Las joyas de la Corona (panfleto satírico, 1962)